# Breathe (canción de The Prodigy)
«Breathe» es una canción del grupo británico de música electrónica The Prodigy, lanzado el 11 de noviembre de 1996. Fue el segundo sencillo de su tercer álbum The Fat of the Land, y el undécimo sencillo de la banda. Esta canción se convirtió en el segundo número uno consecutivo del grupo en el Reino Unido y también encabezó las listas en la República Checa, Dinamarca, Finlandia, Hungría, Irlanda, Noruega y Suecia. 
La canción incluye una pausa de batería de la canción "Johnny the Fox Meets Jimmy the Weed" del grupo Thin Lizzy. El efecto sonoro de una espada látigo es un sampleo de la canción "Da Mystery of Chessboxin", de Wu-Tang Clan. En 2003, Q Magazine clasificó a "Breathe" en el número 321 de su lista de las "1001 mejores canciones de la historia".

## Antecedentes
La primera interpretación de la canción se llevó a cabo en un concierto en la sala Pionir en Belgrado, República de Serbia, el 8 de diciembre de 1995, 11 meses antes de su lanzamiento. Fue la primera banda musical internacional de renombre que se presentó en Belgrado desde la desintegración de Yugoslavia, y se produjo poco después de que se levantaran parcialmente las sanciones de la ONU. Breathe se convirtió así en una canción icónica para la juventud urbana de Serbia.

## Video musical
El video musical que acompaña a "Breathe" fue dirigido por el director inglés Walter Stern y tuvo lugar en lo que parecía un edificio de apartamentos abandonado y decrépito, con los miembros de la banda experimentando varios fenómenos auditivos, visuales y psicológicos, con Keith Flint y Maxim representando los fenómenos. mientras que Leeroy Thornhill y Liam Howlett están atrapados en el fenómeno. Aparecen varios animales, como un caimán y grillos, que evocan diferentes tipos de fobias. El video musical ganó el premio MTV Video Music Award de 1997 para Viewer's Choice y el International Viewer's Choice Award para MTV Europe. El video también fue el video final de la banda para presentar al bailarín Leeroy Thornhill.
"Breathe" se publicó más tarde en el canal oficial de YouTube de XL Recordings en octubre de 2009. El video ha acumulado más de 65,8 millones de visitas hasta octubre de 2021.

## Rendimiento en listas musicales
La canción fue un gran éxito mundial, llegando al top 10 en varios países como Australia, Austria, Bélgica, Holanda, Nueva Zelanda y Suiza. "Breathe" fue un éxito número uno en Dinamarca, Finlandia, Irlanda, Noruega, Suecia y el Reino Unido. La canción también fue un éxito en Francia, alcanzando el número 26.
En los Estados Unidos, la canción alcanzó el número 18 en la lista de Hot Modern Rock Tracks de Estados Unidos. El sencillo también reingresó a las listas de Billboard después de la muerte de Flint, ingresando en el número 14 en la lista Dance/Electronic Digital Songs en su edición del 16 de marzo de 2019.

## Lista de canciones
Sencillo en vinilo de 12"
1. "Breathe" (Edit) – 3:59
2. "The Trick" – 4:25
3. "Breathe" (Instrumental) – 5:35
4. "Their Law" (Live at Phoenix Festival '96) – 5:24

Sencillo en CD
1. "Breathe" (Edit) – 3:59
2. "Their Law" (Live at Phoenix Festival '96) – 5:24
3. "Poison" (Live at Torhout & Werchter Festival '96) – 5:17
4. "The Trick" – 4:25

Sencillo en casete [XLC 80]
1. "Breathe" (Edit) – 3:59
2. "The Trick" – 4:25

Descarga digital (Mefjus & Camo & Krooked Remix)
1. "Breathe" (Mefjus & Camo & Krooked Remix) – 3:44

## Posicionamiento en listas

### Listas semanales
| Lista (1996–1997)                      | Mejor Posición |
| -------------------------------------- | -------------- |
| Alemania (Media Control AG)            | 8              |
| Australia (ARIA)                       | 2              |
| Austria (Ö3 Austria Top 40)            | 6              |
| Bélgica (Flandes) (Ultratop 50)        | 7              |
| Bélgica (Valonia) (Ultratop 50)        | 2              |
| Canadá (RPM Top Singles)               | 65             |
| Canadá (Nielsen SoundScan)             | 3              |
| Dinamarca (IFPI)                       | 1              |
| Escocia (Scottish Singles Sales Chart) | 1              |
| Estados Unidos (Alternative Airplay)   | 18             |
| Eurochart Hot 100                      | 1              |
| Finlandia (OFC)                        | 1              |
| Francia (SNEP)                         | 26             |
| Hungría (Mahasz)                       | 1              |
| Islandia (Íslenski Listinn Topp 40)    | 4              |
| Irlanda (IRMA)                         | 1              |
| Italia (FIMI)                          | 8              |
| Noruega (VG-lista)                     | 1              |
| Nueva Zelanda (Recorded Music NZ)      | 3              |
| Países Bajos (Dutch Top 40)            | 9              |
| Países Bajos (Mega Single Top 100)     | 10             |
| Reino Unido (UK Singles Chart)         | 1              |
| Reino Unido (UK Dance Chart)           | 2              |
| República Checa (IFPI)                 | 1              |
| Suecia (Sverigetopplistan)             | 1              |
| Suiza (Schweizer Hitparade)            | 5              |

Lista de 2019
| Lista (2019)                                    | Posición |
| ----------------------------------------------- | -------- |
| Estados Unidos (Dance/Electronic Digital Songs) | 14       |

## En la cultura popular
Una versión editada de la canción se presenta como la pista de apertura en el álbum recopilatorio Diamond-Certified de MuchMusic, Big Shiny Tunes 2. La canción también apareció en un comercial de televisión de 2012 para Tooheys Extra Dry.
Fedor Emelianenko usó esta canción como tema de su salida durante su tiempo con RINGS.
Al Snow usó esta canción como tema de entrada durante sus días con Extreme Championship Wrestling.
Hasta el Campeonato Mundial de Dardos de la PDC de 2012, el jugador de dardos holandés Michael van Gerwen usó la canción como su tema principal.
Una versión editada de la canción aparece en el avance final de la película Fast & Furious 6.